# Lied für einen Freund
Lied für einen Freund war der deutsche Beitrag zum Eurovision Song Contest 1988, der von Mutter und Tochter Maxi & Chris Garden in deutscher Sprache gesungen wurde. Er erreichte mit 48 Punkten Platz 14 des Wettbewerbs. Es war das einzige Mal in der Geschichte des Wettbewerbs, dass Mutter und Tochter als Duett antraten.

## Musik und Text
Es handelt sich um eine klavierdominierte Schlager-/Pop-Ballade, die von Maxi & Chris Garden live vierhändig gespielt wurde. Der Text richtet sich an einen Freund, der als „ehrlich und gradheraus“ beschrieben wird und dem daher ein ebensolches Lied gewidmet wird: „Denn so bist du, wie dieses Lied für einen Freund / Ein Lied wie du, so wie du lebst und wie du träumst / Wenn du es hörst, irgendwo, du fehlst mir so.“

## Entstehung und Rezeption
Musik und Text stammen vom bekannten Schlager- und ESC-Komponistenduo Ralph Siegel und Bernd Meinunger, Produzent war Ralph Siegel. Die Single erschien im Frühjahr 1988 bei Jupiter Records. Auf der B-Seite der deutschen Single befindet sich der Song Du und ich. Es wurden auch eine englische Version des Songs, Song for a Friend sowie eine französische Version, Chant pour un ami aufgenommen. Am 31. März gewannen Maxi & Chris Garden mit Lied für einen Freund den in der ARD übertragenen Vorentscheid in Nürnberg, Ein Lied für Dublin, nachdem sie im Vorjahr mir Frieden für die Teddybären, das ebenfalls von Siegel/Meinunger geschrieben wurde, den zweiten Platz erlangt hatten. Diesmal konnten sie sich gegen Cindy Berger mit Und leben will ich auch durchsetzen.
Am 15. Juni 1988 traten Maxi & Chris Garden mit dem Song in der ZDF-Hitparade auf und erreichte über das damals aktuelle Tippscheinverfahren Platz sechs. Die Single erreichte Platz 29 der deutschen Charts und war fünf Wochen platziert, in Belgien (Flandern) auf Platz 38.

## Eurovision Song Contest
Lied für einen Freund wurde beim Song Contest an 11. Stelle aufgeführt (nach Jump the Gun für Irland mit Take Him Home und vor Wilfried für Österreich mit Lisa Mona Lisa). Dirigent war Michael Thatcher. Zu Beginn des Auftritts fielen in der ganzen Halle die Lautsprecher aus, nur Maxi & Chris Garden sangen weiter, da sie das Playback im Ohr hatten. Im Auditorium waren jedoch nur die zwei Stimmen ohne Verstärkung zu hören. Ralph Siegel sagte später: „Das Ergebnis war dementsprechend. Ich bin fast gestorben.“ Am Ende der Abstimmung hatte der Song 48 Punkte erhalten und belegte in einem Feld von 21 den 14. Platz. 

## Chartplatzierungen
| ChartsChartplatzierungen | Höchstplatzierung | Wochen |
| ------------------------ | ----------------- | ------ |
| Deutschland (GfK)        | 29 (5 Wo.)        | 5      |

## Coverversion
Eine Coverversion existiert unter anderem von Max Greger jr. und der SWR Big Band.